# بيت العفارى (كحلان الشرف)

تعديل مصدري - تعديل

بيت العفارى هي إحدى قرى عزلة مدوم بمديرية كحلان الشرف التابعة لمحافظة حجة، بلغ تعداد سكانها 601 نسمة حسب تعداد اليمن لعام 2004.